# Ли Хён Гун
Ли Хён Гун (кор. 이형근, р.7 декабря 1964) - южнокорейский тяжелоатлет, призёр Олимпийских и Азиатских игр.

## Биография
Родился в 1964 году. В 1988 году стал бронзовым призёром Олимпийских игр в Сеуле. В 1990 году завоевал серебряную медаль Азиатских игр.